# Kontaktsport
Als Kontaktsport werden Sportarten bezeichnet, bei denen die Spieler mehr oder weniger starken Kontakt untereinander haben. Der Begriff wird in verschiedenen Sportarten und in der Medizin unterschiedlich verwendet. Je nach Intensivität des Kontakts werden Vollkontakt, Leichtkontakt und Nullkontakt unterschieden, in manchen Sportarten auch Semikontakt.

## Medizin
In medizinischer Sicht wird Kontaktsport in zweierlei Hinsicht definiert: einerseits hinsichtlich der Verletzungsgefahr durch Kontakt mit den Mitspielern, aber auch Spielgeräten oder dem Boden, andererseits in Bezug auf die Gefahr, sich mit einer Infektionskrankheit anzustecken.
Die American Academy of Pediatrics klassifizierte Sportarten 2008 nach ihrem Risiko für akute Verletzungen in collision sports, contact sports, limited-contact sports und noncontact sports, wobei angemerkt wurde, dass die beiden ersten Klassen sich nicht klar voneinander abgrenzen lassen. Neben den meisten Kampfsportarten wurden Basketball und Fußball als Kontaktsportarten eingestuft, aber auch Cheerleading und Skispringen, wo die Verletzungsgefahr nicht vom Gegner ausgeht, sondern von den Teamkollegen bzw. der Wettkampfstätte.
Die Gefahr einer Ansteckung führte während der COVID-19-Pandemie ab 2020 dazu, dass Wettbewerbe und Training von Kontaktsportarten im Zuge der allgemeinen Kontaktbeschränkungen verboten oder eingeschränkt waren. Als Kontaktsportart wurden dabei alle Sportarten gezählt, bei denen sich Sportler nah genug kommen, dass eine Ansteckung nicht ausgeschlossen werden kann.

## Kampfsport und Kampfkunst
Im Kampfsport werden verschiedene Disziplinen danach unterschieden, ob Schläge bzw. Tritte mit voller Kraft oder nur eingeschränkt auf den Gegner einwirken. Bei Vollkontakt ist es häufig erlaubt und teilweise erklärtes Ziel, den Gegner durch einen K. o. kampfunfähig zu machen oder sogar bewusstlos zu schlagen. Beispiele hierfür sind Boxen, Muay Thai und die Vollkontaktvariante des Kickboxens. In anderen Sportarten wie Ringen und Judo wird zwar ebenfalls die volle Körperkraft gegen den Gegner eingesetzt, das Ziel besteht aber darin, den Gegner zu Boden zu werfen bzw. einen Schultersieg zu erringen.
Die Bedeutung der Begriffe Vollkontakt, Semikontakt und Leichtkontakt variiert zwischen den verschiedenen Kampfsportarten. Bei Semikontakt und Leichtkontakt werden die Kämpfer teilweise nach einem Treffer getrennt, um Verletzungen zu vermeiden. Der Sieger wird durch eine Punktewertung ermittelt.

## Andere Sportarten
Auch manche Sportarten, die nicht zu den Kampfsportarten gezählt werden, werden als Vollkontaktsportart bezeichnet. Das gilt vor allem für solche, bei denen es regelgerecht ist, den Gegner durch Anrempeln oder ähnliche Techniken zu behindern oder zu Fall zu bringen, wie zum Beispiel das Tackle im American Football oder das Tiefhalten im Rugby. In diese Gruppe gehört als vorwiegend von Frauen ausgeübter Sport auch Roller Derby, während zum Beispiel im Lacrosse und Eishockey die Männerdisziplinen Bodychecks erlauben, die Frauendisziplinen hingegen nicht.
Sportarten wie Basketball und Fußball, bei denen es zwar zu Berührungen des Gegners kommen kann, bodycheckähnliche Techniken aber verboten sind, werden meist als Kontaktsportart bezeichnet, nicht aber als Vollkontaktsportart. Basketball wird gelegentlich als Nullkontaktsport bezeichnet, da die meisten Berührungen eines Gegners als Foul gewertet werden können. Handball wurde 1917 ursprünglich als kontaktlose Alternative zu Fußball erfunden, die nur von Frauen gespielt wurde. Die Regeln wurden allerdings schon einige Jahre später geändert, was den Sport kämpferischer machte.
Nullkontaktsportarten im eigentlichen Sinne sind solche, bei denen die Gegner physisch voneinander getrennt sind oder einzeln antreten. Das gilt für die meisten Disziplinen der Leichtathletik, aber auch zum Beispiel für Golf, Schwimmsport außer Wasserball und Ähnlichem sowie Tennis.